# Пустота (фильм, 2003)
«Пустота» (англ. Nothing, более точный перевод — «Ничто») — канадский фантастический фильм 2003 года режиссёра Винченцо Натали.

## Сюжет
Приятели Дэйв и Эндрю, неразлучные с детства, попадают в безвыходную житейскую ситуацию. Но неожиданно для себя обнаруживают, что обладают невероятной способностью — они могут заставить исчезнуть любой объект.

## В ролях
| Актёр          | Роль              |
| -------------- | ----------------- |
| Дэвид Хьюлетт  | Дэйв              |
| Эндрю Миллер   | Эндрю             |
| Гордон Пинсент | Мужчина в костюме |
| Мари-Жозе Кроз | Сара              |
| Эндрю Лоури    | Кроуфорд          |